# Dolichopeza setilobata
Dolichopeza setilobata är en tvåvingeart som beskrevs av Alexander 1968. Dolichopeza setilobata ingår i släktet Dolichopeza och familjen storharkrankar. Inga underarter finns listade i Catalogue of Life.